# Dock
Dit artikel is incompleet. Zie de overlegpagina.

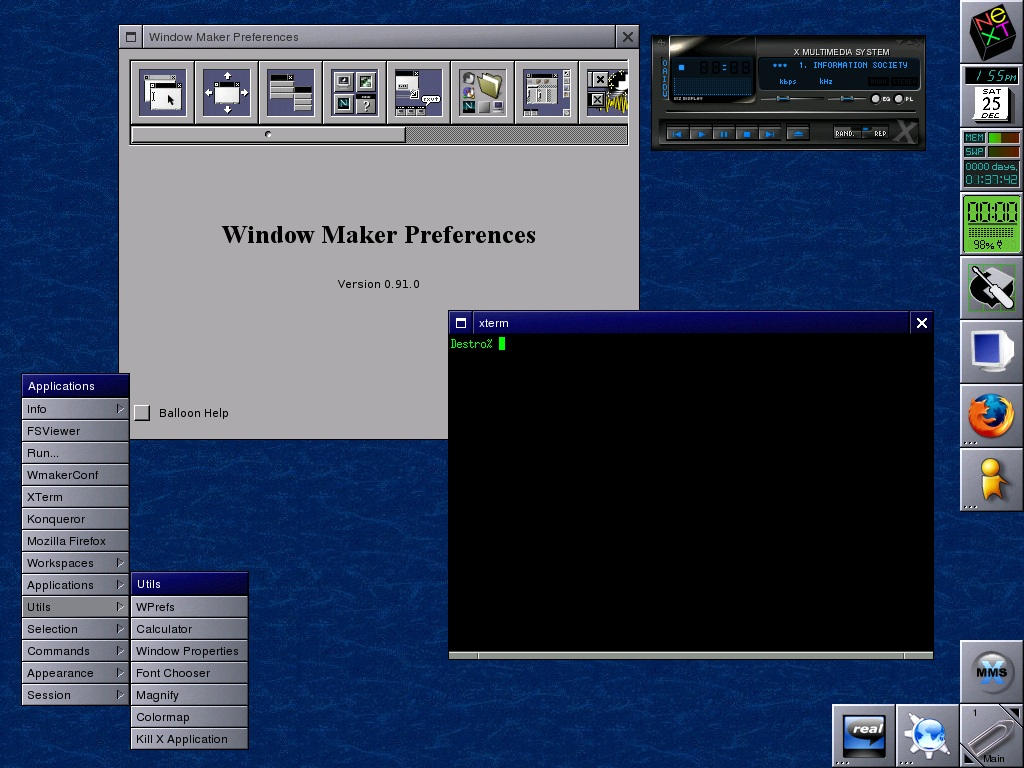
De Dock (uiterst rechts) van Window Maker, een grafische UNIX-gebruikersomgeving

Het Dock is een doorschijnende balk met pictogrammen in het besturingssysteem Mac OS X en de voorgaande besturingssystemen NeXTSTEP en OPENSTEP. Het Dock bevindt zich meestal onderaan het scherm, maar kan ook aan de linker- of rechterkant geplaatst worden. Het is vergelijkbaar met de taakbalk van Microsoft Windows, maar vervult niet helemaal dezelfde functies.

## Opbouw
Het Dock bestaat uit twee delen, van elkaar gescheiden door een streep. In beide delen staan pictogrammen van programma's en mappen: het linkse (of bovenste, als het Dock aan de zijkant van het scherm staat) deel bevat snelkoppelingen naar veelgebruikte programma's, terwijl het rechtse (of onderste) deel snelkoppelingen bevat naar mappen en icoontjes van geminimaliseerde vensters, en naar de prullenmand waarin verwijderde bestanden en programma's staan. Wanneer een programma actief is maar verborgen wordt, verdwijnen ook de iconen van geminimaliseerde vensters uit het Dock tot het moment dat het programma weer getoond wordt.
Door de muiscursor boven een icoon te houden, zal de naam van het programma boven of naast het icoon verschijnen.
Het is mogelijk om het Dock automatisch te laten verbergen: het "schuift" dan het beeld uit tot de muiscursor tegen de rand van het scherm gehouden wordt, waarna het Dock weer tevoorschijn komt.

### Linkerkant
Het Dock bevat ten eerste snelkoppelingen naar programma's die op de harde schijf van de computer staan; aan de uiterst linkse zijde van het Dock staat altijd het icoon van de Finder, met rechts daarnaast die van andere programma's. Door op een icoon te klikken met de muis wordt het bijbehorende programma opgestart. Ook kan op het icoon geklikt worden met de rechter muisknop (of met de Ctrl-toets ingedrukt op het toetsenbord), waardoor een menu verschijnt waaruit verschillende opties voor het programma gekozen kunnen worden.
Als een programma gestart wordt waarvan het icoon niet in het Dock staat (bijvoorbeeld door erop de dubbelklikken in de Finder), zal het icoon helemaal aan de rechterkant van het linkerdeel van het Dock verschijnen — dus naast de snelkoppelingen maar links van de streep.
Snelkoppelingen kunnen aan het Dock toegevoegd worden door het icoon van een programma vanuit de Finder naar het Dock toe te slepen. Ze kunnen eruit verwijderd worden als het programma niet actief is door het icoon uit het Dock te slepen, of door uit het menu dat verschijnt bij rechtsklikken op het icoon, „Verwijder uit Dock" te kiezen. De Finder kan niet uit het Dock verwijderd worden, omdat hij essentieel is voor het gebruik van de computer.
Wanneer onder een icoon een symbool staat, geeft dit aan dat het bijbehorende programma actief is. Door met de muis op het icoon te klikken, worden de vensters van het programma naar de voorgrond gehaald; als het programma verborgen was, wordt het (samen met de icoontjes van geminimaliseerde vensters) zichtbaar. Het symbool dat hiervoor gebruikt wordt, was tot en met Mac OS X 10.4 (Tiger) een zwart driehoekje, maar in 10.5 (Leopard) is dit vervangen door een blauw-wit lichtvlekje dat bij sommige gebruikers irritatie opwekt omdat het soms slecht te zien is, vooral als de bureaubladachtergrond (die door het Dock heen te zien is) licht van kleur is.

### Rechterkant
Aan de rechterkant van het Dock staan drie soorten iconen. Ten eerste kunnen er snelkoppelingen naar bestanden, mappen en links naar websites geplaatst worden door deze erin te slepen vanuit de Finder of een webbrowser; deze kunnen allemaal geopend worden door erop te klikken. (Vanaf OS X 10.5 worden mappen weergegeven als stacks, waardoor ze niet meer automatisch openen als erop geklikt wordt, maar als een waaier of raster "uitklappen" om hun inhoud te tonen.)
Ook staan in dit deel van het Dock iconen voor geminimaliseerde vensters. Deze tonen een kleine weergave van het eigenlijke venster, met een klein icoontje erbij dat aangeeft van welk programma het een venster is. Tot en met OS X 10.4 bleven films doorspelen terwijl ze in het Dock stonden zodat het icoontje bewegende beelden vertoonde, maar in 10.5 wordt alleen een statisch plaatje getoond van het venster op het moment dat het geminimaliseerd werd.
Helemaal rechts in het Dock staat een icoon van de prullenmand: bestanden en programma's kunnen verwijderd worden door ze hierin te slepen. Ook schijven zoals cd-roms die zich in de computer bevinden, kunnen uitgeworpen worden door ze naar de prullenmand te slepen, waarvoor deze verandert in een uitwerpsymbool: ⏏. De prullenmand kan, net als de Finder, niet uit het Dock verwijderd worden.

## Afmeting
In tegenstelling tot de Windows-taakbalk, heeft het Dock geen vaste breedte: het is net zo breed als nodig is om de iconen erin weer te geven. De grootte van de iconen is in te stellen in de Systeemvoorkeuren, of door te klikken en te slepen op de streep die in het Dock staat. De maximale afmeting voor iconen is 128 pixels hoog en breed.

### Vergroting
Het is ook mogelijk om de iconen in het Dock te laten vergroten wanneer de muiscursor eroverheen beweegt, wat bedoeld is om duidelijker te maken op welk icoon er geklikt kan worden. Het icoon onder de cursor wordt het grootst weergegeven, die aan beide zijden ernaast wat kleiner, enzovoorts tot de normale grootte bereikt is. Door met de muis van links naar rechts door het Dock te bewegen als vergroting aan staat, ontstaat hierdoor een soort golfeffect.

## Andere besturingssystemen
Het Dock is door verschillende programmeurs nagemaakt voor andere besturingssystemen, waaronder Microsoft Windows en Linux. Een bekend voorbeeld voor Linux is Docky.